# Нагата, Хироси
Хироси Нагата (яп. 永田 寛; 30 августа 1907, Хиросима — 4 августа 1961) — японский хоккеист на траве, нападающий. Серебряный призёр летних Олимпийских игр 1932 года.

## Биография
Хироси Нагата родился 30 августа 1907 года в японской префектуре Хиросима.
Учился в старшей средней школе Судо в Хиросиме и университете Мэйдзи в Токио, играл в хоккей на траве за его команду. Также выступал за «Сундай».
В 1932 году вошёл в состав сборной Японии по хоккею на траве на летних Олимпийских играх в Лос-Анджелесе и завоевал серебряную медаль. Играл на позиции нападающего, провёл 2 матча, забил 3 мяча в ворота сборной США.
Был хоккейным судьёй, первым заместителем председателя хоккейной ассоциации префектуры Эхиме, директором хоккейной ассоциации Японии.
Умер 4 августа 1961 года от гепатита.